# Возвращение живых мертвецов 5: Рэйв из могилы
«Возвращение живых мертвецов 5: Рэйв из могилы» (англ. Return Of The Living Dead 5: Rave To The Grave) — фильм ужасов, пятая часть серии, снятая режиссёром Эллори Элкайемом в 2005 году.

## Сюжет
Контейнер с ядохимикатами попадает в руки Дженни и Джулиану. Чтобы протестировать вещество они направляют его на анализ к их другу химику Коди. Найдя в ядохимикате качества наркотика, Коди начинает распространять его на рейв вечеринки, зарабатывая для себя деньги. Кроме наркотического действия, действие ядохимиката, содержащего триоксин, как и во всех предыдущих частях превращает людей в неубиваемых зомби.

## В ролях
- Джон Киф Джулиан — Джулиан Гаррисон
- Эйми-Линн Чедвик — Бекки Карлтон
- Кори Хардрикт — Коди
- Дженни Моллен — Джени
- Клаудиу Блеонц — Альдо Серра, сотрудник Интерпа
- Сорин Кочис — Джино, напарник Альдо
- Мария Динулеску — Шелби
- Питер Койот — Чарльз Гаррисон, дядя Джулиана
- Каталин Парашив — Скит
- Каин Михня Манолиу — Джереми

## Производство
Съёмки фильма начались сразу после съёмок предыдущей части, «Некрополис», и проходили в Румынии и Украине; бо́льшая часть сцен отснята в окрестностях Бухареста.